# Michail Jurjewitsch Suchorutschenko
Michail Jurjewitsch Suchorutschenko (russisch Михаил Юрьевич Сухорученко; * 13. April 2003 in Odessa, Ukraine) ist ein russischer Fußballspieler.

## Karriere

### Verein
Suchorutschenko begann seine Karriere beim FK Krasnodar. Im März 2022 debütierte er für die zweite Mannschaft Krasnodars in der zweitklassigen Perwenstwo FNL. Im Mai 2022 stand er erstmals im Kader der ersten Mannschaft. Im selben Monat debütierte der Verteidiger dann gegen Arsenal Tula auch für die Profis in der Premjer-Liga. Dies blieb sein einziger Saisoneinsatz im Oberhaus, für die Reserve kam er zu insgesamt elf Zweitligaeinsätzen.

### Nationalmannschaft
Der gebürtige Ukrainer Suchorutschenko kam im März 2021 zu zwei Einsätzen für die russische U-18-Auswahl.